# Bryconops melanurus
Bryconops melanurus is een straalvinnige vissensoort uit de familie van de karperzalmen (Characidae). De wetenschappelijke naam van de soort is voor het eerst geldig gepubliceerd in 1794 door Bloch.
Deze zoetwatervis wordt wel in aquaria gehouden en soms  achterlichttetra genoemd. Hij kan daar 5-8 jaar oud worden en 10-12 cm lang. Het is een scholenvis die voorkomt in de rivieren van het Guianaschild. 
In Suriname wordt de vis wordt aangetroffen in de Sipaliwini. en in het open water van het Brokopondostuwmeer.